# Župnijska cerkev
Župnijska cerkev je cerkev, ki je sedež župnije in tako velja za glavno cerkev na njenem področju. Napram podružničnim cerkvam (vse ostale) je po navadi večja, ima tudi več opreme ter se vsakodnevno uporablja za bogoslužje.
V manjšini primerov ima župnijska cerkev še kak drug status, na primer da je hkrati bazilika ali pa stolnica. Slednje pomeni, da je neka cerkev hkrati sedež župnije in škofije.

## Zavetnik župnije
Zavetnik cerkve je obenem zavetnik celotne župnije in tudi ime le-te vsebuje zavetnikovo ime, na primer Župnija svetega Lovrenca Brežice. Na godovni dan zavetnika (ali na najbližjo nedeljo) se obhaja glavni župnijski praznik na njegovo čast, imenovan žegnanjska nedelja, farno žegnanje, smenj in še z drugimi izrazi. Ob posebej slovesni sveti maši se na ta dan varuha župnije prosi priprošenj za nadaljnje varstvo ter se mu zahvali za preteklo izkazano pomoč. V župnijski cerkvi se pravtako obhajajo najpomembnejši krščanski prazniki, kot so velika noč, veliki šmaren, božična polnočna maša (polnočnica). Služi tudi podeljevanju zakramentov, npr. sveti krst, svete birme ter prvega svetega obhajila. Po običaju se ženin in nevesta poročita v župnijski cerkvi nevestine župnije.

## Župnijski dom in župnijski center
Po navadi se v bližini župnijske cerkve nahaja župnišče, redko se objekta tudi držita skupaj in sestavljata homogeno stavbno celoto. V Sloveniji sta tak primer župnijska cerkev sv. Lovrenca v Lokavcu in cerkev sv. Mihaela v Pišecah.
Nekatere župnije imajo od cerkve in župnišča ločeno stavbo za župnijske dejavnosti, t.i. župnijski dom, npr. Nadžupnija Slovenske Konjice, zlasti pri modernih cerkvah pa so prostori namenjeni bogoslužju (cerkev), prostori za prebivanje duhovnika in župnijska pisarna (župnišče) združeni s prostori za druge župnijske dejavnosti, kot so npr. verouk, karitas, pevski zbor, skavti in druge skupine) ter tako tvorijo celoto oz. župnijski center. Tak primer so npr. župnijska cerkev Rožnovenske matere božje v Portorožu, župnijska cerkev sv. Duha v Celju, župnijska cerkev sv. Marka na Markovcu v Kopru, župnijska cerkev sv. Družine v Njivercah ter župnijska cerkev sv. Nikolaja v Ankaranu.